# توکسوکارا کنیس
توکسوکارا کنیس (که به آن کرم گرد سگ نیز می‌گویند) انگل کرمی سگ‌ها و سایر سگ سانان است که در سراسر جهان پراکنده‌است. این نام از کلمه یونانی " toxon، "به معنی کمان یا لرزان، و کلمه لاتین" caro "، به معنای گوشت گرفته شده. این انگل‌ها در روده کوچک میزبان قطعی زندگی می‌کنند. در سگهای بالغ، این عفونت معمولاً بدون علامت است اما ممکن است با اسهال مشخص شود. در مقابل، عفونت گسترده با توکسوکارا کنیس می‌تواند در توله سگها کشنده باشد، باعث اسهال، استفراغ، بزرگ شدن شکم، نفخ شکم و کند شدن سرعت رشد شود.
تعدادی از مهره داران از جمله انسان و برخی از بی مهرگان ممکن است بعنوان میزبان، به آن آلوده شوند. انسان مانند سایر میزبانان، با بلع تخمهای تی. کنیس جنینی آلوده می‌شود. این بیماری (توکسوکاریازیس) ناشی از لاروهای تی. کنیس مهاجر منجر به ایجاد دو سندرم می‌شود: میگرن‌های لارو احشایی و میگرن‌های لاروی چشم. با توجه به انتقال عفونت از مادر به توله سگهای او، درمان پیشگیرانه ضد انگلی سگهای تازه متولد شده توصیه می‌شود. چندین داروی انتلمینتیک در برابر کرم‌های بزرگسال مؤثر است، برای مثال پیرانتل، فنبندازول و سلامکتین.

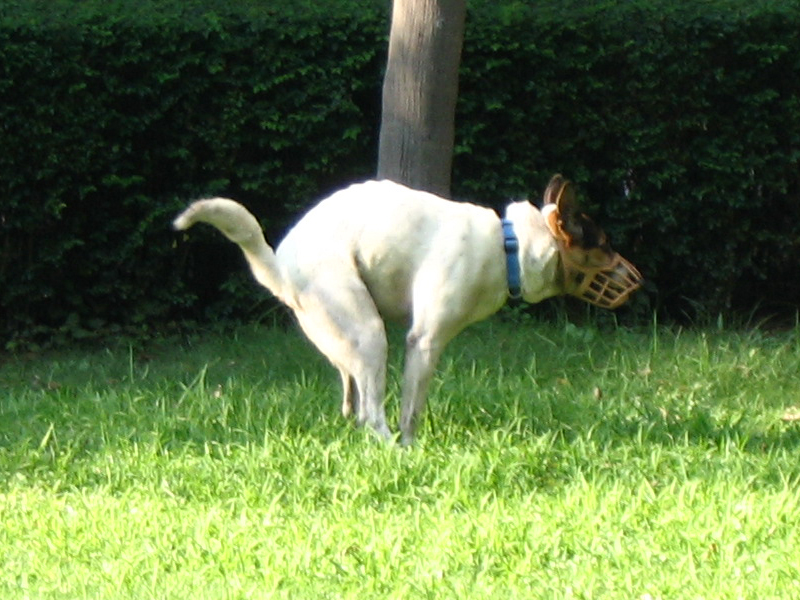
تخمهای تی کنیس در فضولات یک سگ یا توله سگ آلوده ریخته می‌شوند. آلودگی محیطی با این تخم‌ها منبع اصلی توکسوکاریازیس در انسان است

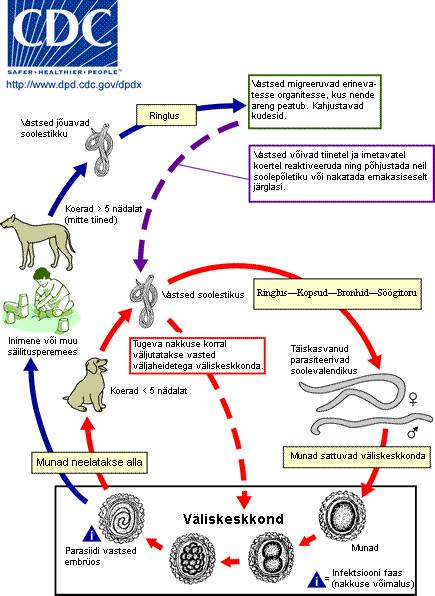
چرخه زندگی (توکسوکارا کنیس)

## انتقال به انسان‌ها
مصرف تخمها از اشیای آلوده به مدفوع رایج‌ترین روش عفونت برای انسان به ویژه کودکان و بزرگسالان زیر ۲۰ سال است. اگرچه نادر، اما در تماس بودن با خاکی که تخم های عفونی دارد می‌تواند باعث عفونت انسان شود، به ویژه دست زدن به خاک با زخم باز یا بلعیدن تصادفی خاک آلوده، و همچنین خوردن گوشت نیمه پخته یا خام میزبان میانی انگلی مانند گوشت بره یا خرگوش.
انسان ممکن است فقط با نوازش پوست سگ آلوده و به‌طور تصادفی خوردن تخم عفونی که ممکن است بر روی پوست سگ باشد توسط این کرم‌های گرد آلوده شود، وضعیتی که توکسوکاریازیس نام دارد، هنگامی که انسان تخمهای عفونی را مصرف می‌کند، بسته به محل رسوب لارو در بدن، بیماریهایی مانند هپاتومگالی، میوکاردیت، نارسایی تنفسی و مشکلات بینایی ایجاد می‌شوند. در انسان، این انگل معمولاً در پشت چشم رشد می‌کند، که می‌تواند منجر به کوری یا کبد یا ریه‌ها شود. با این حال، مطالعه در سال ۲۰۰۴ نشان داد، از ۱۵ قلاده سگ آلوده، تنها هفت تا تخم را در کرک خود داشتند و بیش از یک تخم بر روی هر سگ پیدا نشد. بعلاوه، فقط ۴٪ از آن تخمها عفونی بودند. با توجه به غلظت کم تخمهای بارور بر روی کرک سگهای آلوده (کمتر از ۰٫۰۰۱۸۶٪ در گرم)، قابل باور است که چنین تخمهایی در تماس با رسوبات مدفوع در محیط به کرک سگ منتقل شده و باعث شود کرک‌های سگ به عنوان وسیله حمل و نقل غیرفعال میزبان باشند.. با این حال، اگرچه خطر آلوده شدن با نوازش سگ بسیار محدود است، اما یک توله سگ آلوده می‌تواند بیش از ۱۰۰۰۰۰ تخمک کرم گرد در هر گرم مدفوع تولید کند.

## جلوگیری
روش‌های مختلفی برای جلوگیری از عفونت تی کنیس در سگ و انسان وجود دارد. کرم زدایی منظم توسط دامپزشک برای جلوگیری از عفونت مجدد سگ اهمیت دارد، به خصوص اگر سگ اغلب در فضای باز باشد. برداشتن مدفوع سگ از حیاط با استفاده از کیسه‌های یکبار مصرف مهر و موم شده به کنترل شیوع تی کنیس کمک می‌کند. روشهای خوب برای جلوگیری از عفونتهای انسانی عبارتند از: شستن دستها قبل از خوردن غذا و پس از دفع مدفوع حیوانات، آموزش کودکان به نخوردن خاک و پختن گوشت در دمای مناسب برای از بین بردن تخمکهای بالقوه عفونی.